# Mantova 1911 2024-2025
Questa voce raccoglie le informazioni riguardanti il Mantova 1911 nelle competizioni ufficiali della stagione 2024-2025.

## Stagione
Questa stagione rappresenta la 18ª partecipazione della storia del Mantova al Campionato di Serie B, a quattordici anni dall'ultima partecipazione.
Il Mantova, fresco di promozione in Serie B, conferma l'assetto societario e tecnico della scorsa stagione: Filippo Piccoli come presidente, Christian Botturi come direttore tecnico e Davide Possanzini come allenatore della squadra.
Durante il mese di giugno vengono riconfermati quasi tutti i giocatori protagonisti della stagione precedente (tra gli altri, il capitano Burrai, Galuppini, Festa, Fiori e Trimboli), rinnovando ben 14 contratti. L'organico viene rinforzato con gli acquisti a titolo definitivo degli attaccanti Ruocco dalla Torres e Mancuso dal Monza, del centrocampista Artioli dal Sassuolo, dei difensori Cella dall'Ancona e Solini dal Como e del portiere Botti dall'Arzignano. Dal Genoa arrivano in prestito Aramu e, per il secondo anno, Debenedetti, mentre Bragantini, già al Mantova in prestito nella stagione precedente, viene prelevato dal Verona a titolo definitivo. Vengono ceduti invece Celesia al Campobasso e Monachello al Lumezzane a titolo definitivo, mentre Argint viene ceduto in prestito al Piacenza, militante in Serie D, infine Bombagi viene ceduto al Legnago in via definitiva. Il club inoltre non rinnova il prestito di Cavalli e il contratto di Giacomelli.
Durante la preparazione estiva, svolta inizialmente a Veronello e poi a San Lorenzo Dorsino, il Mantova affronta in amichevole il Castiglione (vincendo 6-1), il Napoli (perdendo 3-0) e il Genoa (perdendo 3-2).
Il primo impegno ufficiale della nuova stagione è a Sassari contro la Torres per il turno preliminare di Coppa Italia, che i biancorossi vincono 2-1 grazie alle reti di Trimboli e Fiori. La settimana successiva il Mantova è di scena in casa del Lecce, che però prevale per 2-1 (rete di Bragantini per il Mantova) eliminando i virgiliani dalla competizione.
La campagna abbonamenti, presentata con lo slogan "Sento un Brivido", fa registrare un dato finale di 5 619 abbonati, 3 845 dei quali in Curva Te, settore che risulta esaurito con i soli abbonamenti.
Durante l'estate viene inoltre profondamente rinnovato lo stadio Martelli, adattato alle caratteristiche necessarie per il campionato di Serie B: gli interventi principali riguardano la riapertura del settore distinti, chiuso da anni e che permette di portare la capienza a 11 219 posti, la posa dei seggiolini in tutti i settori e la creazione dei "field box" a fianco delle panchine. In via cautelativa, il club virgiliano aveva indicato l'Orogel Stadium-Dino Manuzzi di Cesena come campo per le partite casalinghe, ma il completamento dei lavori in anticipo sui tempi previsti permette al Mantova di giocare tutte le gare interne nel suo stadio.
L'esordio del Mantova in Serie B avviene al Mapei Stadium - Città del Tricolore, nel sentito derby contro la Reggiana; i virgiliani riescono a rimontare lo svantaggio di due reti con Bragantini e un'autorete nei minuti di recupero. La seconda giornata rappresenta il debutto nel rinnovato Martelli: davanti a oltre 8 000 spettatori, i biancorossi trovano la prima vittoria stagionale battendo il Cosenza, grazie alle reti di Fiori, Bragantini e Solini, che segna la rete del successo ancora nei minuti di recupero. La terza giornata avviene al Leonardo Garilli di Piacenza, dati i lavori al Romeo Menti di Castellammare di Stabia, contro la Juve Stabia che rappresenta la prima sconfitta dei virgiliani che crollano al 14' col gol di Piscopo. La quarta giornata vede il Mantova scontrarsi con la Salernitana, questi ultimi indicati favoriti per la vittoria, ma il Mantova, grazie ad un'ottima prestazione riesce a vincere 1-0 con un gol di Galuppini. Nella quinta giornata il Mantova affronta il Bari al San Nicola. Il Mantova crolla sotto i colpi del Bari, e i virgiliani perderanno 2-0 (gol di Lella e Mantovani). Alla sesta giornata il Mantova affronta il Cittadella, con qualche brivido ma con una prestazione convincente il Mantova batte il Cittadella per 1-0 con il primo gol di Mancuso al 93'. Nella settima giornata si svolge Cesena-Mantova, dove si è celebrato lo storico gemellaggio tra le due tifoserie. Sul campo, il Mantova crolla sotto i colpi del Cesena, che dominerà il primo tempo con un secco 3-0, mentre nel secondo tempo una reazione del Mantova porterà il parziale a 4-2 per i cesenati (per il Mantova si registrano i primi gol di Redolfi e Ruocco). Nell'ottava giornata il Mantova sfida il Brescia, al Martelli, davanti a oltre 10 000 spettatori, anche questa volta celebrando lo storico gemellaggio tra le due tifoserie. Sul campo il Mantova sforna una prestazione favolosa, tuttavia il Brescia riesce a portarsi in vantaggio con un super-gol di Borrelli. Il Mantova la pareggia col primo gol di Debenedetti. Dopo la pausa nazionali, si apre un periodo difficile per il Mantova: pareggia 1-1 contro la Carrarese (prestazione sottotono dei virgiliani), mentre sfornano ottime prestazioni contro la Sampdoria (persa 1-0, ma con un gol annullato molto dubbio), contro il Palermo (anche se non si va oltre lo 0-0) e contro il Sassuolo (anch'essa persa 1-0), ma il Mantova dimostra che a livello di prestazioni se la può giocare con tutte le squadre. Il 9 novembre arriva l'attesissimo derby contro la Cremonese, che vede il Mantova vincere con un gol di Burrai al 59' su assist di un monumentale Mensah: il Mantova vince (a tratti dominando) il derby a 20 anni di distanza dall'ultima volta. La giornata successiva vede i virgiliani affrontare il Catanzaro al Ceravolo: un ottimo Mantova si porta prima sullo 0-1, poi sull'1-2, ma si fa riagganciare al 79' dal Catanzaro: la partita termina 2-2. Da segnalare la doppietta di Bragantini e l'espulsione di Cella al 60'. Nelle successive 4 giornate si registrano uno 0-0 col Modena, la sconfitta 2-3 contro il Pisa (dopo la rimonta del Mantova da 0-2 a 2-2), lo spettacolare ma quasi deludente pareggio col Sudtirol (2-2) e, infine, la bella vittoria del Mantova per 3-1 contro il Frosinone. Nell'ultima giornata del girone d'andata il Mantova pareggia per 1-1 in casa dello Spezia: il gol di Falcinelli al 93' spegne il sogno dei virgiliani di vincere e sbancare il Picco, rimasti in 10 per oltre un'ora dopo una contestata espulsione di Brignani. Si denota un arbitraggio molto dubbio nei confronti del Mantova. Nella prima giornata del girone di ritorno il Mantova ospita la Reggiana nel "derby del Po": tuttavia i virgiliani crollano sotto i colpi della Reggiana (che vincerà 2-0) sfornando la peggior prestazione dell'era Possanzini. 
Il mercato invernale dei virgiliani si apre con la cessione di Argint in prestito alla Varesina per 6 mesi e con l'acquisto (prestito di 6 mesi con diritto di riscatto a 1 milione di euro) di Giordano dalla Sampdoria. Inoltre, il Mantova acquista Paoletti dal Fatih Karagümrük, con un contratto fino al 2028 e cede Matteo Stambolliu al Pineto (prestito fino al termine della stagione).
Il girone di ritorno per il Mantova si apre con due pareggi (contro Cosenza e Sampdoria) e una vittoria a Cittadella (la prima vittoria in trasferta per i virgiliani). Segue un periodo di crisi profonda per il Mantova, che raccoglie solamente 2 punti in 7 partite (due pareggi con Palermo e Juve Stabia, e in mezzo cinque sconfitte, alcune rovinose, contro Modena, Sassuolo, Frosinone, Pisa, partita posticipata di 24 ore a causa dell'alluvione che ha duramente colpito la città di Pisa, e Bari), facendo sprofondare i virgiliani in zona retrocessione diretta, (peggior momento dell'era Possanzini) e creando qualche malumore tra la tifoseria, e costringendo il presidente Piccoli a scrivere una sorta di "ultimatum" a società e giocatori, dove spiegava l'importanza del progetto e del percorso fatto anche la precedente stagione. "Ultimatum" che porta i frutti sperati, dato che il Mantova chiuderà la stagione con una strepitosa media di 14 punti in 9 partite, perdendo solamente con Cremonese e Salernitana, pareggiando con Spezia (epica rimonta dei virgiliani che fissano il 2-2 al 94', addirittura trovano il 3-2 grazie a Cella ma viene annullato per fuorigioco) e Catanzaro (partita posticipata al 13 maggio, a causa dell'improvvisa scomparsa di Papa Francesco); vincendo, infine, contro Sudtirol (celebrando con una vittoria i 50 anni della Curva Te), Brescia (vittoria epica grazie a un gol di Radaelli al 95' che fissa l'1-2 Mantova, con la seconda e ultima vittoria in trasferta dei virgiliani), Cesena e Carrarese, chiudendo così la stagione al 14esimo posto, con 44 punti, facendo esplodere di gioia un'intera città pronta a vivere il secondo anno di fila in Serie B.
Inoltre, la società virgiliana, durante il girone di ritorno, ha lanciato delle iniziative per attirare i tifosi allo stadio a spingere il Mantova verso la salvezza: prima con un mini-abbonamento nel settore Distinti per le ultime 5 partite casalinghe; successivamente, proponendo i biglietti a 5 euro nelle partite casalinghe contro Spezia, Cesena e Carrarese, assieme ad un mini-abbonamento da 10 euro nei settori Distinti e Tribuna per le ultime due partite casalinghe. Queste iniziative hanno portato i frutti sperati, facendo registrare il sold-out nelle ultime 4 partite casalinghe. Da notare, infine, i divieti di trasferta contro Palermo (a causa degli incidenti registrati a Modena) e Cremonese (partita ad altissimo rischio, ma questa decisione ha creato un forte malumore alle due tifoserie, con addirittura una nota dalla società virgiliana che esprimeva il suo dissenso contro questa decisione).

## Divise e sponsor[83]
Lo sponsor tecnico è Givova.
Sulle maglie sono presenti due sponsor: "Sinergy Luce e Gas" come main sponsor e "Snack Pata" (nuovo sponsor). Sul retro della maglia è inoltre presente il nuovo sponsor "Verodol". Sui pantaloncini, come nuovo sponsor, è presente "Trinità Salumi".
La prima maglia è, come da tradizione, bianca con una banda trasversale rossa; la maglia è accompagnata da pantaloncini bianchi e calzettoni a strisce bianche e rosse.
La seconda maglia è completamente rossa con le maniche bianche, accompagnata da pantaloncini e calzettoni rossi.
La terza maglia, presentata l'8 agosto, rende omaggio al "Piccolo Brasile", sottolineando la voglia della società di mettere in luce la storia del Mantova. La maglia è prevalentemente gialla con maniche verdi e bordi bianchi, accompagnata da pantaloncini e calzettoni gialli.
| Casa | Trasferta | Terza divisa |

## Organigramma societario[84]
Area direttiva
- Presidente: Filippo Piccoli
- Responsabile amministrativo: Lorenzo Pegorin
- Ufficio amministrazione: Daniele Bertoncello

Area organizzativa
- Direttore operativo e segretario generale: Alessandro Raffa
- Delegato rapporti tifoseria e Disability Access Officer: Matteo Siliprandi
- Delegato alla Gestione dell’Evento: Andrea Poncato
- Vice Delegato alla Gestione dell’Evento: Laura Campeotto
- Segretario sportivo: Nicola Franchini
- Segretario organizzativo: Matteo Manfredini

Area comunicazione e marketing
- Responsabile comunicazione e addetto stampa: Ernesto Valerio
- Responsabile marketing: Giulia Rizzi
- Responsabile commerciale e marketing: Andrea Vincenti

Area tecnica
- Direttore tecnico: Christian Botturi
- Responsabile scouting: Vincenzo Talluto
- Team manager: Nicola Marchesi
- Accompagnatore: Marco Marocchi
- Allenatore: Davide Possanzini
- Allenatore in seconda: Andrea Massolini
- Preparatore dei portieri: Michele Arcari
- Preparatori atletici: Corrado Merighi, Nicola Pasin
- Match analyst: Nicolò Brenna

Area sanitaria
- Coordinatore area medica: Antonio Zanini
- Responsabile staff sanitario: Enrico Ballardini
- Medico sociale: Giuseppe Romeo
- Fisioterapisti: Antonio Bottardi, Simone Broglia, Lorenzo Raffaldini
- Osteopata: Edoardo Orlandi
- Nutrizionista: Mattia Broli

Area logistica
- Magazzinieri: Amos Mazzieri, Davide Tarabori

## Rosa
Aggiornata al 7 gennaio 2025.
N.B: I giocatori indicati in corsivo sono stati convocati solo nel pre-campionato.
| N. |                   | Ruolo | Calciatore             |
| -- | ----------------- | ----- | ---------------------- |
| 1  | Italia (bandiera) | P     | Marco Festa            |
| 4  | Italia (bandiera) | D     | Matteo Solini          |
| 5  | Italia (bandiera) | D     | Alex Redolfi           |
| 6  | Italia (bandiera) | C     | Cristiano Bani         |
| 7  | Italia (bandiera) | A     | Davis Mensah           |
| 8  | Italia (bandiera) | C     | Salvatore Burrai ()    |
| 9  | Italia (bandiera) | A     | Alessandro Debenedetti |
| 10 | Italia (bandiera) | A     | David Wieser           |
| 11 | Italia (bandiera) | A     | Antonio Fiori          |
| 12 | Italia (bandiera) | P     | Luca Sonzogni          |
| 13 | Italia (bandiera) | D     | Fabrizio Brignani      |
| 14 | Italia (bandiera) | A     | Francesco Galuppini    |
| 16 | Italia (bandiera) | P     | Federico Botti         |
| 17 | Italia (bandiera) | D     | Nicolò Radaelli        |
| 18 | Italia (bandiera) | A     | Francesco Ruocco       |

| N. |                   | Ruolo | Calciatore        |
| -- | ----------------- | ----- | ----------------- |
| 19 | Italia (bandiera) | A     | Leonardo Mancuso  |
| 20 | Italia (bandiera) | C     | Giacomo Fedel     |
| 21 | Italia (bandiera) | C     | Simone Trimboli   |
| 22 | Italia (bandiera) | P     | Cristiano Fratti  |
| 23 | Italia (bandiera) | D     | Erik Panizzi      |
| 24 | Italia (bandiera) | C     | Federico Artioli  |
| 26 | Italia (bandiera) | D     | Simone Giordano   |
| 27 | Italia (bandiera) | D     | Tommaso Maggioni  |
| 28 | Italia (bandiera) | C     | Mattia Muroni     |
| 29 | Italia (bandiera) | D     | Stefano Cella     |
| 30 | Italia (bandiera) | A     | Davide Bragantini |
| 33 | Italia (bandiera) | A     | Diego Cinetti     |
| 36 | Italia (bandiera) | C     | Flavio Paoletti   |
| 70 | Italia (bandiera) | C     | Mattia Aramu      |
| 87 | Italia (bandiera) | D     | Sebastien De Maio |

## Calciomercato

### Sessione estiva
| Acquisti | Acquisti               | Acquisti             | Acquisti   |
| R.       | Nome                   | da                   | Modalità   |
| -------- | ---------------------- | -------------------- | ---------- |
| P        | Federico Botti         | Arzignano Valchiampo | definitivo |
| D        | Stefano Cella          |                      | svincolato |
| D        | Matteo Solini          | Como                 | definitivo |
| C        | Federico Artioli       | Sassuolo             | definitivo |
| C        | Mattia Aramu           | Genoa                | prestito   |
| A        | Davide Bragantini      | Hellas Verona        | definitivo |
| A        | Alessandro Debenedetti | Genoa                | prestito   |
| A        | Leonardo Mancuso       | Monza                | definitivo |
| A        | Francesco Ruocco       | Torres               | definitivo |

| Cessioni | Cessioni           | Cessioni   | Cessioni      |
| R.       | Nome               | a          | Modalità      |
| -------- | ------------------ | ---------- | ------------- |
| D        | Tommaso Cavalli    | Atalanta   | fine prestito |
| D        | Christian Celesia  | Campobasso | definitivo    |
| C        | Gabriele Argint    | Piacenza   | prestito      |
| C        | Stefano Giacomelli |            | svincolato    |
| C        | Francesco Bombagi  | Legnago    | definitivo    |
| A        | Gaetano Monachello | Lumezzane  | definitivo    |

### Sessione invernale
| Acquisti | Acquisti        | Acquisti  | Acquisti |
| R.       | Nome            | da        | Modalità |
| -------- | --------------- | --------- | -------- |
| D        | Simone Giordano | Sampdoria | prestito |

| Cessioni | Cessioni        | Cessioni | Cessioni |
| R.       | Nome            | a        | Modalità |
| -------- | --------------- | -------- | -------- |
| C        | Gabriele Argint | Varesina | prestito |

## Risultati

### Serie B

#### Girone di andata
| Arbitro: | Arena (Torre del Greco) |

|                          |           |                                    |
| Vergara 52’ Reinhart 67’ | Marcatori | 75’ Bragantini 90+4’ (aut.) Meroni |

| Arbitro: | Crezzini (Siena) |

|                                      |           |                               |
| Fiori 2’ Bragantini 23’ Solini 90+1’ | Marcatori | 69’ Fumagalli 87’ Rizzo Pinna |

| Arbitro: | Perri (Roma) |

|             |           |  |
| Piscopo 14’ | Marcatori |  |

| Arbitro: | Abisso (Palermo) |

|               |           |  |
| Galuppini 46’ | Marcatori |  |

| Arbitro: | Pezzuto (Lecce) |

|                         |           |  |
| Lella 31’ Mantovani 89’ | Marcatori |  |

| Arbitro: | Scatena (Avezzano) |

|               |           |  |
| Mancuso 90+3’ | Marcatori |  |

| Arbitro: | Chiffi (Padova) |

|                                                 |           |                        |
| C. Shpendi 5’ Kargbo 21’ Prestia 43’ Tavşan 70’ | Marcatori | 58’ Redolfi 84’ Ruocco |

| Arbitro: | Fabbri (Ravenna) |

|                 |           |              |
| Debenedetti 82’ | Marcatori | 49’ Borrelli |

| Arbitro: | Monaldi (Macerata) |

|             |           |                    |
| Schiavi 71’ | Marcatori | 69’ (rig.) Mancuso |

| Arbitro: | Crezzini (Siena) |

|            |           |  |
| Kasami 61’ | Marcatori |  |

| Mantova 30 ottobre 2024, ore 20:30 CET 11ª giornata | Mantova            | 0 – 0 referto | Palermo | Stadio Danilo Martelli (8.852 spett.)\| Arbitro: \| Marinelli (Tivoli) \| |
| Arbitro:                                            | Marinelli (Tivoli) |               |         |                                                                           |

| Arbitro: | Cosso (Reggio Calabria) |

|                    |           |  |
| Berardi 63’ (rig.) | Marcatori |  |

| Arbitro: | Perenzoni (Rovereto) |

|            |           |  |
| Burrai 59’ | Marcatori |  |

| Arbitro: | Monaldi (Macerata) |

|                       |           |                    |
| Iemmello 26’ Buso 79’ | Marcatori | 7’, 65’ Bragantini |

| Mantova 30 novembre 2024, ore 17:15 CEST 15ª giornata | Mantova           | 0 – 0 referto | Modena | Stadio Danilo Martelli (8 045 spett.)\| Arbitro: \| Piccinini (Forlì) \| |
| Arbitro:                                              | Piccinini (Forlì) |               |        |                                                                          |

| Arbitro: | Sozza (Seregno) |

|                  |           |                              |
| Mancuso 28’, 54’ | Marcatori | 8’ Angori 12’ Lind 66’ Moreo |

| Arbitro: | Cosso (Reggio Calabria) |

|                     |           |                         |
| Merkaj 4’ Rover 63’ | Marcatori | 41’ Galuppini 90’ Aramu |

| Arbitro: | Collu (Cagliari) |

|                                       |           |           |
| Bragantini 23’ Trimboli 38’ Aramu 44’ | Marcatori | 55’ Begić |

| Arbitro: | Arena (Torre del Greco) |

|                  |           |                 |
| Falcinelli 90+3’ | Marcatori | 18’ Debenedetti |

#### Girone di ritorno
| Arbitro: | Monaldi (Macerata) |

|  |           |                         |
|  | Marcatori | 11’ Sersanti 85’ Maggio |

| Arbitro: | Giua (Olbia) |

|                            |           |                          |
| Artistico 10’ Florenzi 23’ | Marcatori | 37’ Maggioni 62’ Mancuso |

| Arbitro: | Ghersini (Genova) |

|          |           |                               |
| Vita 59’ | Marcatori | 34’ Ruocco 52’ (rig.) Mancuso |

| Arbitro: | Aureliano (Bologna) |

|                          |           |                  |
| Mancuso 50’ Trimboli 53’ | Marcatori | 22’, 24’ Depaoli |

| Arbitro: | Rutella (Enna) |

|                                 |           |             |
| Caso 18’ Palumbo 38’ Beyuku 90’ | Marcatori | 30’ Mancuso |

| Arbitro: | Perenzoni (Rovereto) |

|  |           |                                  |
|  | Marcatori | 19’, 54’ Laurienté 90+5’ Pierini |

| Arbitro: | Galipò (Firenze) |

|                          |           |                         |
| Verre 26’ Pohjanpalo 68’ | Marcatori | 46’ Mensah 57’ Brignani |

| Arbitro: | Scatena (Avezzano) |

|  |           |              |
|  | Marcatori | 70’ Maggiore |

| Arbitro: | Arena (Torre del Greco) |

|                              |           |              |
| Festa 2’ (aut.) Lusuardi 18’ | Marcatori | 11’ Radaelli |

| Arbitro: | Feliciani (Teramo) |

|            |           |           |
| Solini 80’ | Marcatori | 51’ Mosti |

| Arbitro: | Bonacina (Bergamo) |

|                                 |           |             |
| Tramoni 12’, 65’ Caracciolo 49’ | Marcatori | 23’ Mancuso |

| Arbitro: | Ferrieri Caputi (Livorno) |

|                         |           |  |
| Mensah 11’ Radaelli 41’ | Marcatori |  |

| Arbitro: | Di Marco (Ciampino) |

|             |           |                           |
| Borrelli 7’ | Marcatori | 50’ Brignani 95’ Radaelli |

| Arbitro: | Ghersini (Genova) |

|                      |           |                               |
| Maggioni 80’, 90+4'’ | Marcatori | 18’ Aurelio 52’ Sal. Esposito |

| Mantova 13 maggio 2025, ore 20:30 CEST 34ª giornata | Mantova           | 0 – 0 referto | Catanzaro | Stadio Danilo Martelli\| Arbitro: \| Massimi (Termoli) \| |
| Arbitro:                                            | Massimi (Termoli) |               |           |                                                           |

| Arbitro: | Dionisi (L'Aquila) |

|                                            |           |                         |
| Johnsen 25’ De Luca 47’, 73’ Collocolo 53’ | Marcatori | 4’ Redolfi 77’ Brignani |

| Arbitro: | Di Marco (Ciampino) |

|                                            |           |  |
| Fiori 19’ Bragantini 80’ Debenedetti 90+1’ | Marcatori |  |

| Arbitro: | Prontera (Bologna) |

|                           |           |  |
| Amatucci 45+1’ Simy 90+4’ | Marcatori |  |

| Arbitro: | Monaldi (Macerata) |

|                             |           |             |
| Mancuso 44’ Debenedetti 83’ | Marcatori | 47’ Finotto |

### Coppa Italia

#### Turno preliminare[89]
| Arbitro: | Zanotti (Rimini) |

|             |           |                        |
| Goglino 74’ | Marcatori | 16’ Trimboli 23’ Fiori |

#### Trentaduesimi di finale
| Arbitro: | Perri (Roma) |

|                         |           |                |
| Gaspar 14’ Krstović 86’ | Marcatori | 73’ Bragantini |

## Andamento in campionato e statistiche
Aggiornato al 14 maggio 2025.

### Andamento in campionato
| Giornata  | 1 | 2 | 3 | 4 | 5 | 6 | 7 | 8  | 9  | 10 | 11 | 12 | 13 | 14 | 15 | 16 | 17 | 18 | 19 | 20 | 21 | 22 | 23 | 24 | 25 | 26 | 27 | 28 | 29 | 30 | 31 | 32 | 33 | 34 | 35 | 36 | 37 | 38 |
| --------- | - | - | - | - | - | - | - | -- | -- | -- | -- | -- | -- | -- | -- | -- | -- | -- | -- | -- | -- | -- | -- | -- | -- | -- | -- | -- | -- | -- | -- | -- | -- | -- | -- | -- | -- | -- |
| Luogo     | T |   | T | C | T | C | T | C  | T  | T  | C  | T  | C  | T  | C  | C  | T  | C  | T  | C  | T  | T  | C  | T  | C  | T  | C  | T  | C  | T  | C  | T  | C  | C  | T  | C  | T  | C  |
| Risultato | N | V | P | V | P | V | P | N  | N  | P  | N  | P  | V  | N  | N  | P  | N  | V  | N  | P  | N  | V  | N  | P  | P  | N  | P  | P  | N  | P  | V  | V  | N  | N  | P  | V  | P  | V  |
| Posizione | 8 | 4 | 9 | 5 | 8 | 5 | 9 | 11 | 10 | 13 | 12 | 15 | 10 | 10 | 10 | 13 | 13 | 11 | 11 | 14 | 14 | 10 | 11 | 13 | 15 | 15 | 16 | 17 | 17 | 18 | 16 | 13 | 13 | 14 | 14 | 13 | 14 | 14 |

Legenda:

Luogo: C = Casa; T = Trasferta. Risultato: V = Vittoria; N = Pareggio; P = Sconfitta.

### Statistiche di squadra
| Competizione | Punti | In casa | In casa | In casa | In casa | In casa | In casa | In trasferta | In trasferta | In trasferta | In trasferta | In trasferta | In trasferta | Totale | Totale | Totale | Totale | Totale | Totale | DR |
| Competizione | Punti | G       | V       | N       | P       | Gf      | Gs      | G            | V            | N            | P            | Gf           | Gs           | G      | V      | N      | P      | Gf     | Gs     | DR |
| ------------ | ----- | ------- | ------- | ------- | ------- | ------- | ------- | ------------ | ------------ | ------------ | ------------ | ------------ | ------------ | ------ | ------ | ------ | ------ | ------ | ------ | -- |
| Serie B      | 44    | 17      | 8       | 7       | 4       | 24      | 19      | 19           | 2            | 7            | 10           | 23           | 37           | 38     | 10     | 14     | 14     | 47     | 56     | -9 |
| Coppa Italia |       | 0       | 0       | 0       | 0       | 0       | 0       | 2            | 1            | 0            | 1            | 3            | 3            | 2      | 1      | 0      | 1      | 3      | 3      | 0  |
| Totale       | 44    | 17      | 8       | 7       | 4       | 24      | 19      | 21           | 3            | 7            | 11           | 26           | 40           | 40     | 11     | 14     | 15     | 50     | 59     | -9 |

### Statistiche dei giocatori
| Giocatore      | Serie B  | Serie B | Serie B     | Serie B    | Coppa Italia | Coppa Italia | Coppa Italia | Coppa Italia | Totale   | Totale | Totale      | Totale     |
| Giocatore      | Presenze | Reti    | Ammonizioni | Espulsioni | Presenze     | Reti         | Ammonizioni  | Espulsioni   | Presenze | Reti   | Ammonizioni | Espulsioni |
| -------------- | -------- | ------- | ----------- | ---------- | ------------ | ------------ | ------------ | ------------ | -------- | ------ | ----------- | ---------- |
| M. Festa       | 38       | -56     | 2           | 0          | 2            | -3           | 0            | 0            | 40       | -59    | 2           | 0          |
| M. Solini      | 21       | 2       | 7           | 0          | 1            | 0            | 1            | 0            | 22       | 2      | 8           | 0          |
| A. Redolfi     | 19       | 2       | 4           | 0          | 1            | 0            | 1            | 0            | 20       | 2      | 5           | 0          |
| C. Bani        | 26       | 0       | 5           | 0          | 0            | 0            | 0            | 0            | 26       | 0      | 5           | 0          |
| D. Mensah      | 35       | 2       | 4           | 0          | 2            | 0            | 0            | 0            | 37       | 2      | 4           | 0          |
| S. Burrai      | 27       | 1       | 13          | 0          | 2            | 0            | 2            | 0            | 29       | 1      | 15          | 0          |
| A. Debenedetti | 29       | 4       | 1           | 0          | 0            | 0            | 0            | 0            | 29       | 4      | 1           | 0          |
| D. Wieser      | 29       | 0       | 3           | 0          | 2            | 0            | 0            | 0            | 31       | 0      | 3           | 0          |
| A. Fiori       | 35       | 2       | 0           | 3          | 2            | 1            | 0            | 0            | 37       | 3      | 0           | 3          |
| L. Sonzogni    | 0        | 0       | 0           | 0          | 0            | 0            | 0            | 0            | 0        | 0      | 0           | 0          |
| F. Brignani    | 28       | 3       | 6           | 1          | 2            | 0            | 0            | 0            | 30       | 3      | 6           | 1          |
| F. Galuppini   | 34       | 2       | 3           | 0          | 2            | 0            | 0            | 0            | 36       | 2      | 3           | 0          |
| F. Botti       | 0        | 0       | 0           | 0          | 0            | 0            | 0            | 0            | 0        | 0      | 0           | 0          |
| F. Ruocco      | 21       | 2       | 0           | 0          | 2            | 0            | 0            | 0            | 23       | 2      | 0           | 0          |
| L. Mancuso     | 38       | 10      | 3           | 0          | 2            | 0            | 0            | 0            | 40       | 10     | 3           | 0          |
| G. Fedel       | 9        | 0       | 0           | 0          | 0            | 0            | 0            | 0            | 9        | 0      | 0           | 0          |
| S. Trimboli    | 35       | 2       | 8           | 1          | 2            | 1            | 0            | 0            | 37       | 3      | 8           | 1          |
| C. Fratti      | 0        | 0       | 0           | 0          | 0            | 0            | 0            | 0            | 0        | 0      | 0           | 0          |
| E. Panizzi     | 5        | 0       | 1           | 0          | 2            | 0            | 0            | 0            | 7        | 0      | 1           | 0          |
| F. Artioli     | 12       | 0       | 2           | 0          | 0            | 0            | 0            | 0            | 12       | 0      | 2           | 0          |
| T. Maggioni    | 28       | 3       | 1           | 0          | 2            | 0            | 0            | 0            | 30       | 3      | 1           | 0          |
| M. Muroni      | 5        | 0       | 2           | 0          | 2            | 0            | 0            | 0            | 7        | 0      | 2           | 0          |
| S. Cella       | 22       | 0       | 6           | 1          | 0            | 0            | 0            | 0            | 22       | 0      | 6           | 1          |
| D. Bragantini  | 35       | 6       | 2           | 0          | 2            | 1            | 0            | 0            | 37       | 7      | 2           | 0          |
| D. Cinetti     | 0        | 0       | 0           | 0          | 0            | 0            | 0            | 0            | 0        | 0      | 0           | 0          |
| M. Aramu       | 25       | 2       | 4           | 0          | 2            | 0            | 0            | 0            | 27       | 2      | 4           | 0          |
| S. De Maio     | 14       | 0       | 3           | 0          | 0            | 0            | 0            | 0            | 14       | 0      | 3           | 0          |